# Оскар Уртадо
Оскар Уртадо (ісп. Oscar Hurtado; 8 серпня 1919, Гавана — 23 січня 1977, Гавана) — кубинський письменник і журналіст, вважається батьком кубинської наукової фантастики, його також можна назвати батьком фентезі, літератури про поліціянтів та літератури жахів на Карибському острові. Як письменник він відзначився не лише своєю роботою в цих жанрах (хоча він культивував майже всі з них), але й своєю просвітницькою діяльністю. Завдяки творчості Уртадо кубинці познайомилися з такими світовими класиками, як Рей Бредбері, Айзек Азімов, Артур Конан Дойль та Клайв Стейплз Льюїс.

## Біографія
Оскар Уртадо народився в Гавані, столиці Куби, 8 серпня 1919 року. Син і онук рибалок, навчений матір'ю читати з 2 років.
У молодості Уртадо виїхав до Сполучених Штатів Америки, де працював на різних роботах, після чого повернувся на Кубу в 1959 році. У 1962 році він поїхав до тодішнього Радянського Союзу. Там він познайомився з Олександром Казанцевим, серед інших вчених та письменників-фантастів.
Він також написав збірки «Фенікс» (ісп. «Fénix»), присвячені популяризації кубинської поезії, і «Зошити Р» (ісп. «Cuadernos R»), які виконували ту ж функцію для прози. Він опублікував поетичні збірки «Ла Сейба» (ісп. «La Seiba») в 1961 році, «Мертве місто Корад» (ісп. «La ciudad muerta de Korad») в 1964 році та «Набережна Малекон» (ісп. «Paseo del Malecón») в 1965 році. Він також опублікував книгу оповідань «Лист судді» (ісп. «Carta de un juez») в 1963 році. У співавторстві з Еворою Тамайо з Куби написав книгу «100 років політичного гумору» (ісп. «Cien años de humor político»). Він також опублікував есе про кубинський живопис «Кубинські художники» (ісп. «Pintores Cubanos») у 1962 році та кілька статей про мистецтво, радіомовлення, аерокосмічну галузь, шахи, наукову фантастику та інші археологічні таємниці.
Написав передмови до перших кубинських видань «Війни світів» Герберта Веллса та «Пригоди Шерлока Голмса» Артура Конан Дойля. Він також упорядкував і зробив передмову до збірки «Науково-фантастичні оповідання» (ісп. «Cuentos de ciencia ficción»), опублікованої в 1969 році, в якій були представлені кубинські та закордонні автори.
Після його смерті майже всі його твори, включаючи деякі неопубліковані оповідання, були зібрані в збірку «Газети Валенсії-ель-Мудо» (ісп. «Los papeles de Valencia el Mudo»). Письменниця Даїна Чав'яно, упорядниця й авторка передмови до цієї збірки, згодом заснувала першу на Кубі літературну майстерню, присвячену науковій фантастиці, яку вона назвала «Оскар Уртадо» на знак посмертної данини пам'яті автору.

## Вибрана бібліографія
- 1961 — «Ла Сейба» (ісп. «La Seiba»)
- 1962 — «Кубинські художники» (ісп. «Pintores cubanos»)
- 1963 — «Лист судді» (ісп. «Carta de un juez»)
- 1964 — «Мертве місто Корад» (ісп. «La ciudad muerta de Korad»)
- 1965 — «Набережна Малекон» (ісп. «Paseo del Malecón»)
- 1983 — «Газети Валенсії-ель-Мудо» (ісп. «Los papeles de Valencia el Mudo»)